# 白蓮院
白蓮院（びゃくれんいん）は、東京都江戸川区に所在する日蓮正宗の寺院。

## 起源と歴史
- 1909年（明治42年）4月28日 - 江戸時代天保期の砂村問答の関係者により砂村問答法華本門道場として建立される。開基は日蓮正宗大石寺第56世法主日応[1]。
- 1929年（昭和4年） - 砂町教会所と称する。
- 1945年（昭和20年）3月10日 - 戦災により焼失[1]。
- 1948年（昭和23年）8月29日 - 第64世日昇により白蓮院と名付けられ文京区に移転[1]再興される。
- 1966年（昭和41年）9月5日 - 現在地に移転[1]して本堂・庫裏が新築された。
- 1982年（昭和57年）2月5日 - 第2代主管が第67世法主日顕の法主としての地位を否定したため、日蓮正宗の宗制宗規に違背したことにより破門されたが、白蓮院の占有と居住を継続する。そのため白蓮院の法華講員はこの間、千葉県市川市の弾正寺預かりとなる。
- 2002年（平成14年）11月27日 - 第2代主管が日蓮正宗に帰伏する。初代主管の27回忌に当たる日であった。
- 2002年（平成14年）12月23日 - 第3代主管が着任して復帰奉告法要が行われる。

## 所在地
- 東京都江戸川区北小岩5-7-15[1]

## 寺院周辺
- 江戸川区立北小岩小学校
- 北小岩保育所

## 交通アクセス
- 京成本線京成小岩駅から徒歩5分